# Carige cruciplaga
Carige cruciplaga är en fjärilsart som beskrevs av Walker 1861. Carige cruciplaga ingår i släktet Carige och familjen mätare. Inga underarter finns listade i Catalogue of Life.